# Putz Éva
Putz Éva (Pozsony, 1922 – Zsére, 1943) néprajzi gyűjtő.

## Élete
1940-ben Pozsonyban érettségizett, majd a Pozsonyi Egyetem orvostanhallgatójaként tanult tovább. Arany Adalbert László hatására és irányításával néprajzi és nyelvjárási kutatásokat végzett a Zoboralján, főként Kolonban. Úttörő jelentőségű a koloni lakodalomról írott monográfiája. 

## Művei
- 1943/1989 A kolonyi lagzi. Pozsony.
- 1944 Nyitra vidéki népballadák. Pozsony.